# Negrilești (Galați)
Negrilești es una comuna ubicada en el distrito de Galați, Rumania.

## Superficie
Posee una superficie de 43,80 kilómetros cuadrados.

## Demografía
Hasta 2021 la población era de 2400 habitantes, con una densidad de población de 54,79 habitantes por kilómetro cuadrado.